# Italia (brano musicale)
Italia è un brano musicale scritto da Umberto Balsamo e interpretato da Mino Reitano nel 1988.

## Descrizione
Con questo brano il cantante calabrese partecipò al 38º Festival di Sanremo, classificandosi al 6º posto con 1.149.372 voti del concorso Totip. La canzone diventò una delle più popolari di Reitano, che ne fece il proprio cavallo di battaglia negli ultimi vent'anni della sua carriera, nonché un inno per tutti gli emigranti italiani all'estero.
Nel 2001 Reitano cantò la canzone a La notte vola, trasmissione di Lorella Cuccarini nella quale si sfidavano i grandi successi degli anni ottanta, risultando vincitore. 
Il brano fu pubblicato come singolo su vinile a 45 giri, contenente sul lato B la versione strumentale.